# Miyake Kaito
Miyake Kaito (sinh ngày 27 tháng 8 năm 1997) là một cầu thủ bóng đá người Nhật Bản.

## Sự nghiệp câu lạc bộ
Miyake Kaito hiện đang chơi cho Tochigi SC.